# Ciclone Monica
O ciclone Monica (Designação do JTWC: 23P, também conhecido como ciclone tropical severo Monica) foi um ciclone tropical que afetou o norte da Austrália entre 17 de Abril e 26 de Abril de 2006. Monica é o ciclone tropical mais forte (quanto aos ventos) já registrado no hemisfério sul; considerando a pressão atmosférica mínima, Monica também foi um dos ciclones tropicais mais fortes já registrados. Seus ventos chegaram a um pico de 250 km/h (10 minutos sustentados) ou 285 km/h (1 minuto sustentado). O ciclone Monica atingiu a costa da Austrália em duas ocasiões - uma na Península de Cape York e a outra na Terra de Arnhem, Território do Norte perto de Maningrida. O ciclone também afetou as Ilhas Wessell, no Golfo de Carpentária.